# Hapdeok-eup
Hapdeok-eup (koreanska: 합덕읍) är en köping i kommunen Dangjin i provinsen Södra Chungcheong i Sydkorea, 00 km sydväst om huvudstaden Seoul.